# Suchynia (Ukraina)
Suchynia (ukr. Сухиня) – wieś na Ukrainie, w obwodzie czernihowskim, w rejonie niżyńskim, w hromadzie Bobrowycia. W 2001 liczyła 418 mieszkańców, spośród których 387 wskazało jako ojczysty język ukraiński, 15 rosyjski, 2 mołdawski, 1 białoruski, a 13 romski.